# 2019年山梨県議会議員選挙
2019年山梨県議会議員選挙（2019ねんやまなしけんぎかいぎいんせんきょ）は、2019年（平成31年）4月7日に投票が行われた山梨県議会の議員を改選するための一般選挙である。

## 概要
県議会議員の4年の任期満了に伴い、第19回統一地方選挙の一環で行われる選挙である。なお、山梨県議会議員選挙は1947年（昭和22年）4月に実施された第1回の選挙からいずれも統一地方選挙の日程で実施されている。
定数37に対し53名が立候補。5つの選挙区で11名の無投票当選が決まった。

## 基礎データ
- 選挙事由：任期満了
- 告示日：2019年3月29日
- 投票日：2019年4月7日
- 議員定数：37名
- 選挙区：16選挙区（うち5選挙区で無投票）
- 候補者数：53名（うち11人が無投票当選）
  - 各党候補者数：自由民主党17名、公明党1名、国民民主党2名、立憲民主党1名、日本共産党2名、無所属31名

## 選挙結果
自民党 
 公明党 
 立憲民主党 
 国民民主党 
 共産党 
 無所属 
| 甲府市             | 向山憲稔 | 佐野弘仁   | 臼井友基   |
| 甲府市             | 永井学   | 飯島修     | 土橋亨     |
| 甲府市             | 宮本秀憲 | 小越智子   | 皆川巖     |
| 富士吉田市         | 渡辺淳也 | 早川浩     |            |
| 都留市・西桂町     | 杉山肇   | 水岸富美男 |            |
| 山梨市             | 古屋雅夫 | 乙黒泰樹   |            |
| 大月市             | 卯月政人 |            |            |
| 韮崎市             | 山田七穂 |            |            |
| 南アルプス市       | 桜本広樹 | 藤本好彦   | 久保田松幸 |
| 北杜市             | 浅川力三 | 大柴邦彦   |            |
| 甲斐市             | 山田一功 | 猪股尚彦   | 清水喜美男 |
| 笛吹市             | 杉原清仁 | 志村直毅   | 大久保俊雄 |
| 上野原市・北都留郡 | 市川正末 |            |            |
| 甲州市             | 鈴木幹夫 |            |            |
| 中央市             | 河西敏郎 |            |            |
| 西八代郡・南巨摩郡 | 遠藤浩   | 望月勝     | 望月利樹   |
| 中巨摩郡           | 鷹野一雄 |            |            |
| 南都留郡           | 白壁賢一 | 流石恭史   |            |

### 補欠選挙
| 年     | 月  | 選挙区             | 当選者   | 当選政党 | 欠員     | 欠員政党   | 欠員事由             |
| ------ | --- | ------------------ | -------- | -------- | -------- | ---------- | -------------------- |
| 2020年 | 2月 | 甲州市             | 桐原正仁 | 無所属   | 鈴木幹夫 | 自民党     | 甲州市長選挙出馬     |
| 2022年 | 1月 | 西八代郡・南巨摩郡 | 長沢健   | 無所属   | 遠藤浩   | 自民党     | 市川三郷町長選挙出馬 |
| 2022年 | 1月 | 西八代郡・南巨摩郡 | 笠井辰生 | 無所属   | 望月利樹 | 国民民主党 | 富士川町長選挙出馬   |